# SimTunes
SimTunes — компьютерная игра-симулятор, созданная студией Maxis и выпущенная в 1996 году для Microsoft Windows. Прообразом для SimTunes стала игра под названием Sound Fantasy, разработанная японским геймдизайнером Тосио Ивай для игровой приставки Super NES в начале 90-х годов, однако игра впоследствии не была выпущена из-за несовместимости звукового сопровождения с приставкой. Впоследствии многие элементы игры были реализованы в SimTunes.

## Геймплей
В игре присутствует виртуальный мольберт, который можно разрисовывать крупными пикселями, создавая картинки. Каждый пиксель — это нота, а цвет пикселя определяет её тон. По пикселям-нотам ползают так называемые «музыкальные букашки», которые имитируют звук определённого музыкального инструмента. Также игрок может задавать путь для букашек, помечая пиксели боковыми точками, чтобы те следовали по правильному направлению, также можно задавать направление таким образом, чтобы букашки перепрыгивали на определённые пиксели, минуя остальные. Всего доступно 48 видов букашек, каждая из которой имитирует звук отдельного музыкального инструмента. Направление можно задавать сразу нескольким музыкальным букашкам, которые вместе будут образовывать полноценную музыку при грамотной расстановке пикселей-нот.

## Критика
Критик журнала Allgame Карен Макколл похвалил игру и отметил, что игрок получает отличную возможность поучиться на композитора в обход музыкальной теории. Игра идеально подойдёт для детей, которые учатся в третьем классе или выше. SimTunes даёт возможность ребёнку проявить свой потенциал или даже раскрыть талант к музыке. В другом обзоре было отмечено, что игра идеально сочетает в себе игру для рисования и сочинения музыки. А любая ошибка превращается в музыкальную карикатуру. Игра имеет высокую обучающую ценность, где ребёнок может экспериментировать и познавать для себя что-то новое.